# Rai Premium
Rai Premium是一个意大利免费电视频道，重播由国有广播公司Rai制作的流行小说和电影。

## 徽标

2003-2010（作为RaiSat Prem1um）

2010-2016年（作为Rai Premium）

2016年至今